# Georgios Karaiskakis

Georgios Karaiskakis

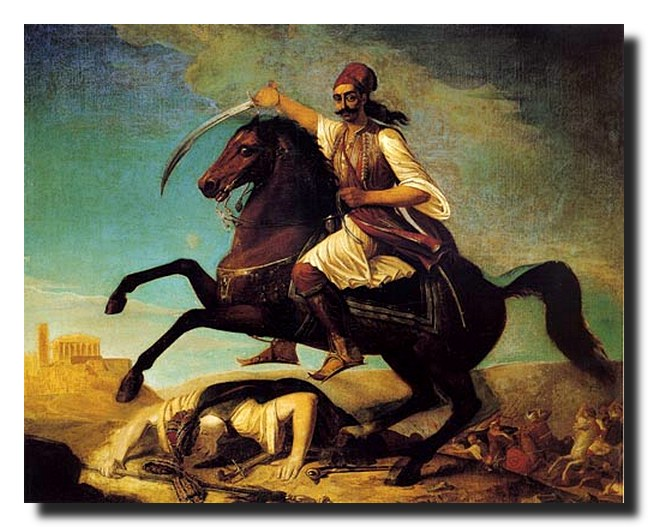
Filippos Margaritis: Georgios Karaiskakis reitet auf die Akropolis

Georgios Karaiskakis (griechisch Γεώργιος Καραϊσκάκης, * 1782 in Skoulikaria (heute Gemeinde Georgios Karaiskakis), Epirus; † 23. Apriljul. / 5. Mai 1827greg. in Athen) war ein General des Griechischen Unabhängigkeitskriegs.

## Jugend
Karaiskakis wurde in einer kleinen Höhle nahe dem Dorf Skoulikaria geboren und eine Woche nach seiner Geburt ins Kloster des Heiligen Georg in Mavrommati (griechisch Μαυρομμάτι) in den Agrafa-Bergen in Karditsa in Thessalien verbracht, wo er getauft und nach dem Heiligen Georgios benannt wurde. Sein Vater Dimitris Iskos oder Karaiskos war Armatole, seine Mutter hieß Zoitsa Dimiski. Nachdem der Vater verstorben war, wurde die Mutter Nonne. Als „Nonnensöhnchen“ und wegen seiner dunklen Hautfarbe als „Zigeuner“ bekannt, wurde er in jungen Jahren Klephte bei einer Klephten-Einheit im Agrafa-Gebirge. Er stieg in der Klephtenorganisation bald zum ’’protopalikaro’’ oder Leutnant auf.
Mit 15 Jahren wurde er von den Truppen Ali Paschas gefangen genommen und in Ioannina inhaftiert. Beeindruckt von seinem Mut und seiner Intelligenz und seiner Kampfkraft ließ ihn Ali Pascha frei und vertraute ihn seinen persönlichen Leibwächtern an. Er diente Ali Pascha einige Jahre als Leibwächter, bis er dessen Gunst verlor und in die Berge floh, um das Leben als Klephte weiterzuführen.

## Freiheitskämpfer
In den Anfängen des griechischen Befreiungskrieges diente Karaiskakis in einer Einheit auf der Peloponnes; er nahm an den Intrigen teil, die die griechische Führung entzweiten. Da er jedoch die Notwendigkeit einer stabilen griechischen Regierung erkannte, unterstützte er Ioannis Kapodistrias, der das erste griechische Staatsoberhaupt wurde.
Karaiskakis' Ansehen wuchs im weiteren Verlauf des Kriegs. Er unterstützte 1823 die Aufhebung der ersten Belagerung von Messolongi und bemühte sich, die Stadt vor der zweiten Belagerung 1826 zu bewahren.
Im Jahre 1826 wurde er zum Oberkommandierenden der griechischen Streitkräfte in Zentralgriechenland (Roumeli) ernannt. Er arbeitete nicht effektiv mit den anderen Anführern der Befreiungsbewegung und den ausländischen Sympathisanten zusammen, errang aber militärische Erfolge gegen die Osmanen.
Seinen berühmtesten – und im Hinblick auf andernorts erlittene Niederlagen besonders wertvollen – Sieg errang er bei Arachova (griechisch Αράχωβα), wo seine Armee eine Streitmacht türkischer und albanischer Truppen unter Mustafa Bey und Kehagia Bey bezwang.

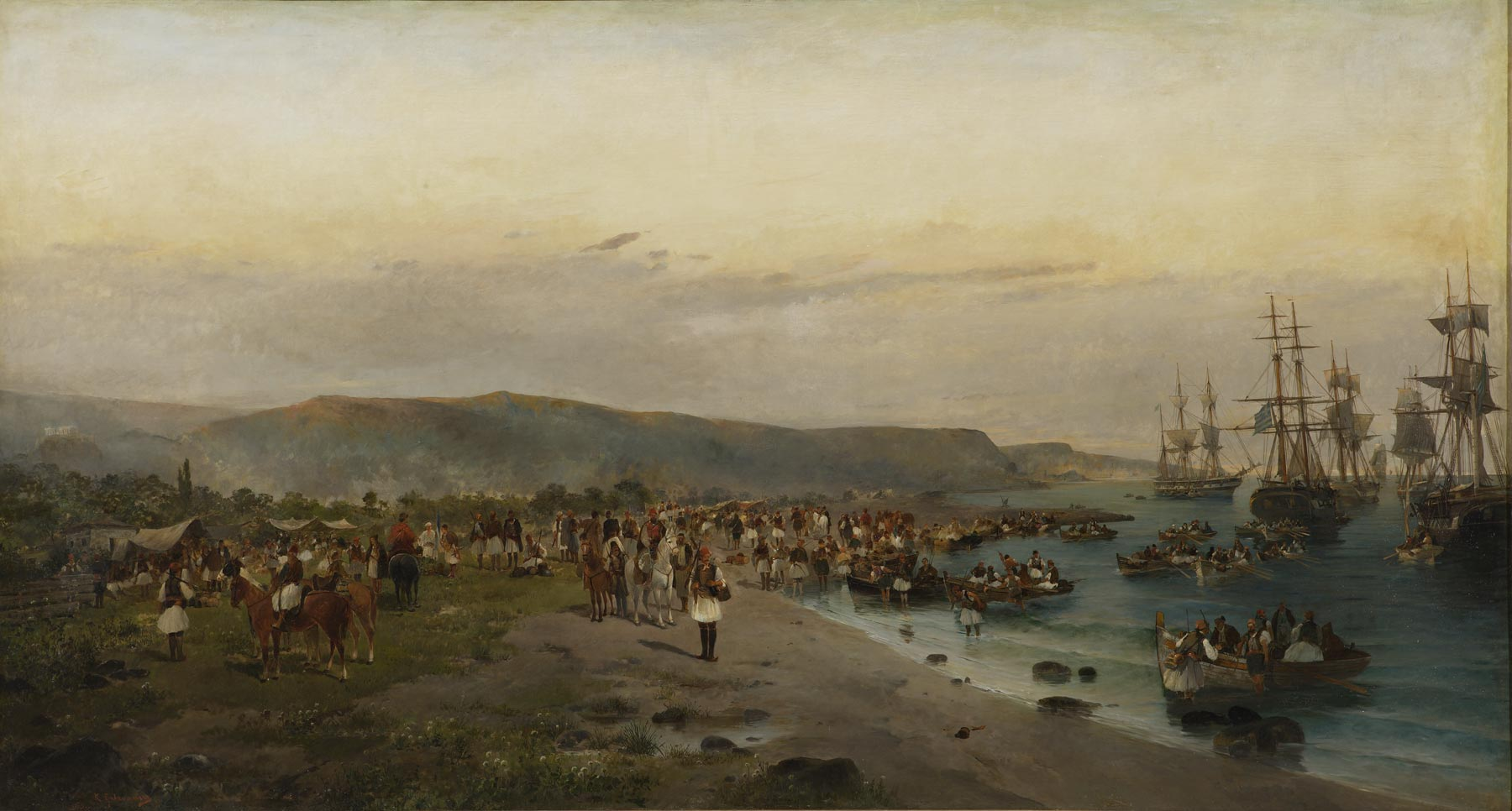
Karaiskakis’ Landung in Phaleron, gemalt von Konstantinos Volanakis.

Am Nachmittag des 22. April 1827 kam es bei Phaleron im Vorfeld der Schlacht von Phaleron trotz einer Vereinbarung, dass nicht vorzeitig geschossen werden sollte, zu Schüssen aus einer kretischen Festung. Die Kreter provozierten damit die Osmanen, was zu einem ungeplanten Gefecht führte. Obwohl Georgios Karaiskakis schwer krank war, erreichte er den Kampfplatz, wo er durch eine Kugel im Unterbauch schwer verletzt wurde. Karaiskakis verstarb im Morgengrauen des 23. April. Dieser Verlust traf die griechischen Truppen schwer und führte zu einem drastischen Rückgang der Moral, was sich negativ auf den weiteren Verlauf der Schlacht auswirkte.

## Ehrung
In den Jahren 1976 bis 1986 wurde in Griechenland eine Münze im Nominalwert von 2 Drachmai bzw. 2 Drachmes geprägt, die ein Porträt von Georgios Karaiskakis zeigte.
Das Karaiskakis-Stadion in Neo Faliro ist nach ihm benannt, weil er in dieser Gegend tödlich verwundet wurde. Seinem Wunsch entsprechend, wurde er auf Salamis beerdigt.
Georgios Karaiskakis ist Namensgeber eines Ortsteils von Mavrommati, heute Gemeinde Mouzaki, und der Gemeinde Georgios Karaiskakis an seinem Geburtsort.